# Tumory roślinne

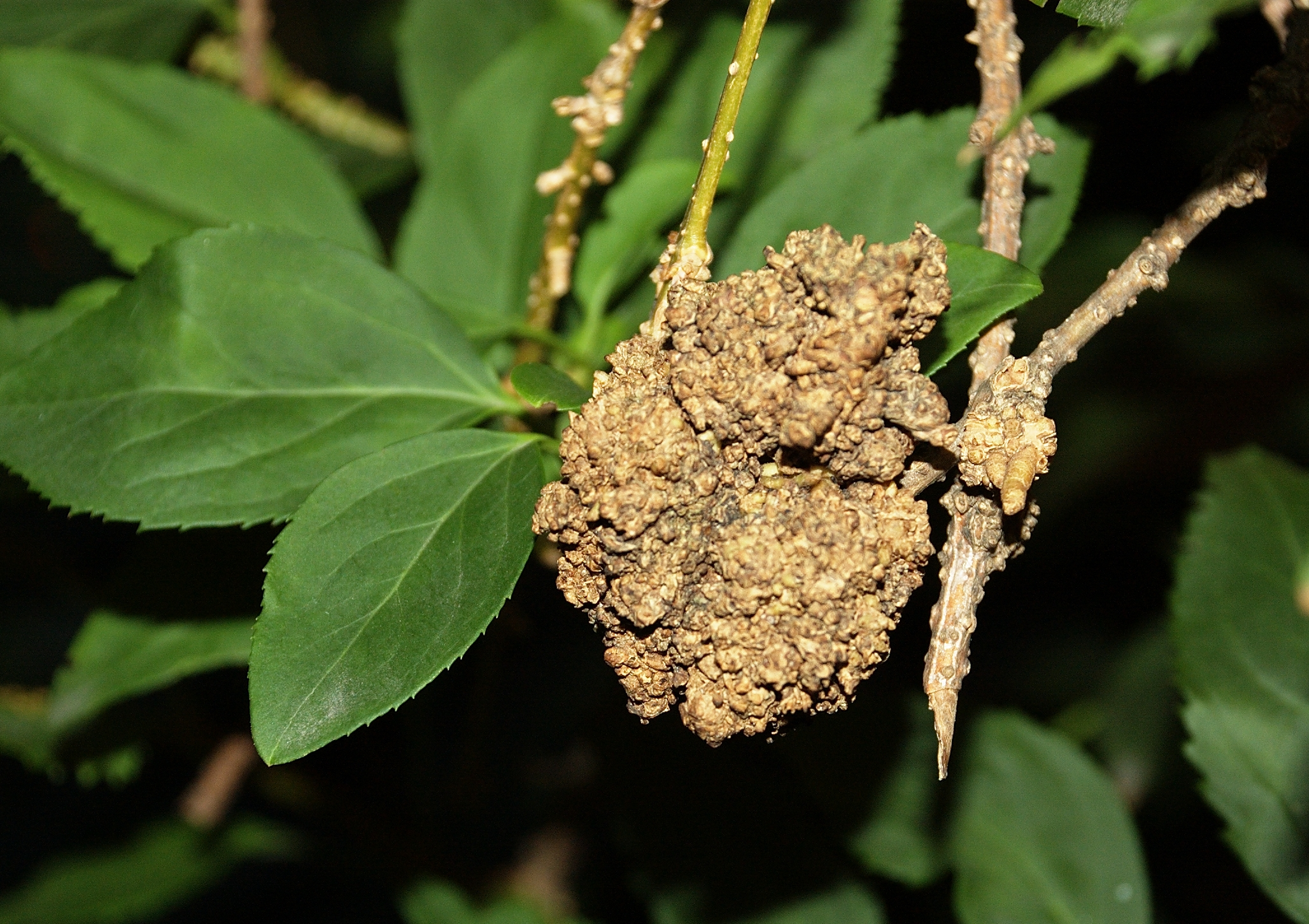
Tumory bakteryjne wywołane przez Agrobacterium tumefaciens na korzeniach forsycji

Tumory roślinne – patologiczne nabrzmienia na organach roślinnych wywoływane działaniem bakterii, wirusów lub czynnikami genetycznymi. Choroby związane z powstawaniem tumorów występują u wielu gatunków roślin o dużym znaczeniu ekonomicznym, takich jak jabłonie, śliwy, maliny, buraki cukrowe czy róże.

## Tumory bakteryjne
Tumory mogą powstawać w wyniku przekształcenia normalnej komórki w tumorową zainicjowanego przez bakterie. Dalszy wzrost patologicznej tkanki zachodzi niezależnie od działania bakterii. W roku 1907 Smith i Townsend wyizolowali z narośli Chrysanthemum frutescens bakterię, która w tamtych czasach nazywana była Bacterium tumefaciens, a obecnie Agrobacterium tumefaciens. Tumory bakteryjne występują u wielu gatunków roślin dwuliściennych. Komórki patologicznej tkanki mają zdolność do nieograniczonego wzrostu zarówno in vivo, jak i in vitro. Tkankę zmieniona przez bakterię można przeszczepić i uzyskać tumory wtórne, pozbawione bakterii.

## Tumory wirusowe
Innym czynnikiem powodującym powstanie patologicznych nabrzmień jest wirus Aurangenus magnivena, przenoszony przez owady. Występowanie tumorów wirusowych zostało potwierdzone u 50 gatunków należących do 20 rodzin. Wirus może wywoływać zniekształcenie liści, łodyg, a nawet całych roślin.

## Tumory genetyczne
Tumory genetyczne wykształcają się u mieszańców. Ich istnienie zostało po raz pierwszy opisane przez Kostowowa w roku 1930. Wykształcały się u mieszańców międzygatunkowych roślin z rodzaju Nicotiana. Przyczyną ich powstawania jest zaburzenie w metabolizmie auksyn. Ta forma tumorów nie może być przenoszona przez przeszczepianie.